# Galabank
Das Galabank (seltener auch Galabank Stadium) ist ein Fußballstadion in der schottischen Stadt Annan, etwa 25 km südöstlich von Dumfries nahe der Nordküste des Solway Firth. Die Anlage ist seit 1953 Eigentum und Heimspielstätte des Fußballclubs Annan Athletic.

## Geschichte
Der 1942 gegründete Fußballverein Annan Athletic, der damals in der Carlisle and District League spielte, wechselte 1953 in das Galabank. Zuvor war er seit der Saison 1946/47 im Mafeking Park ansässig. Der Verein trat 1977 der South of Scotland League und später der East of Scotland League bei. Dies ermöglichte dem Verein sich für den schottischen Pokal zu qualifizieren. Das erste Spiel in diesem Wettbewerb wurde im Galabank am 15. Dezember 1979 veranstaltet als es in der 1. Runde eine 1:3-Niederlage gegen den FC Stranraer gab.
Am 3. Juli 2008 wurde Annan Athletic Mitglied der Scottish Football League, um den aufgelösten Verein FC Gretna zu ersetzen. Infolgedessen wurde das Galabank in der Saison 2008/09 Heimspielstätte in der vierthöchsten Spielklasse in Schottland. Zu dieser Zeit wurde eine Flutlichtanlage errichtet.
Auf dem Stadiongelände befindet sich auf der Westseite eine Haupttribüne mit 500 überdachten Sitzplätzen. Der Rest des Stadions besteht größtenteils aus nicht überdachten Stehplätzen, mit Ausnahme der Ostseite, an der die Trainerbänke stehen. Die Umkleidekabinen befinden sich auf der gegenüberliegenden Seite. Hinter dem nördlichen Ende des Geländes, das Astro End genannt wird und für Auswärtsfans vorgesehen ist befindet sich ein Trainingsplatz. Das Spielfeld fällt von diesem Bereich zum südlichen Ende des Geländes am Clubhaus ab. Im Jahr 2013 wurden einige Verbesserungen am Gelände vorgenommen, indem am Clubhausende des Stadions überdachte Stehbereiche errichtet wurden und auch die Nordseite erweitert wurde.
Für die Saison 2012/13 wurde der Rasenplatz durch einen Kunstrasen ersetzt. Zwischen 2012 und 2014 wurde Galabank auch vom FC Mid-Annandale aus der South of Scotland League geteilt, dessen bisheriges Gelände in Lockerbie unbenutzbar geworden war. Die Edusport Academy, die in der South League und später in der Lowland Football League spielte, teilte sich das Spielfeld von 2015 bis zur Eröffnung ihres eigenen Alliance Park-Geländes im Strathclyde Country Park im Jahr 2019.
Die höchste offizielle Zuschauerzahl wurde am 15. September 2012 mit 2517 erreicht, als es in der Saison 2012/13 ein torloses Unentschieden zwischen Annan Athletic und den Glasgow Rangers in der vierten Liga gab.